# Ernest Noël
Pour les articles homonymes, voir Noël (homonymie).
Charles-Ernest Noël, né le 26 août 1847 et mort le 25 décembre 1930 à Paris est un homme politique français, notamment député de l'Oise puis sénateur du même département et président du conseil général de l'Oise.

## Biographie
Ingénieur de l'École centrale en 1870, il est cette même année mobilisé comme officier et participe à la guerre franco-allemande, pendant laquelle il est fait prisonnier. 
À sa libération, il travaille aux chemins de fer de Turquie d'Europe, puis, en 1875, devient directeur d'une usine chimique à Noyon (Oise).
Il entre en politique en 1886, lorsqu'il est élu conseiller général de l'Oise. Deux ans plus tard, en 1888, il devient maire de Noyon.
L'année suivante, en 1889, il se présente à la députation, mais sans succès. Il entre au Palais Bourbon quatre ans plus tard, en 1893, battant le sortant monarchiste et siège parmi les républicains modérés.
Réélu en 1898, il est battu de justesse en 1902 par Auguste Bougon un nationaliste anti-dreyfusard. Cette élection étant contestée, et invalidée, il se représente à l'élection partielle qui suit, et retrouve son siège de député. Il est, pendant cette législature, Président de la Commission des douanes.
En 1904, il devient président du conseil général de l'Oise, fonction qu'il conserve jusqu'à sa mort, en 1930.
En janvier 1906, il est élu sénateur de l'Oise, et ne se représente donc pas à l'élection législative qui suit. Au Palais du Luxembourg, il siège au sein du groupe de la Gauche démocratique.
Au début de la Première Guerre mondiale, il décide de rester à Noyon, qui est occupé par les troupes allemandes dès le mois d'août 1914. Sa résistance à l'occupant lui vaut d'être arrêté, puis envoyé comme prisonnier à Singen. La Légion d'honneur récompense cette attitude en 1917 avec comme motivation : « Titres exceptionnels. Services rendus au pays au moment de l'invasion allemande. Au milieu des faits de guerre qui ont accompagné l'occupation de Noyon, il a lutté contre les exigences de l'ennemi avec un sang-froid et une énergie telle qu'il a été emmené comme prisonnier en Allemagne, où il a supporté avec dignité et fermeté d'âme les dures épreuves de la captivité ».
Il n’est libéré qu'en 1916, et reprend son siège de sénateur, et est réélu en 1920.
Il meurt le 25 décembre 1930 à Paris.

## Sources bibliographiques
- « Ernest Noël », dans le Dictionnaire des parlementaires français (1889-1940), sous la direction de Jean Jolly, PUF, 1960 [détail de l’édition] [texte sur Sycomore]
- Base Léonore
- « L’hommage du Sénat à Charles-Ernest Noël, l’ancien maire de Noyon », Le Parisien, édition de l'Oise,‎ 26 décembre 2017 (lire en ligne, consulté le 27 décembre 2017).
- Jean-Yves Bonnard, « Ernest Noël, sénateur-maire de Noyon (1re partie) Les conquêtes politiques : Le 13 janvier 1931, le président du Sénat Paul Doumer rendait un hommage solennel à la mémoire d’Ernest Noël décédé le 25 décembre 1930 : « Il n’a jamais eu d’autre préoccupation que de servir l’intérêt public ». Quelques mois plus tard, devenu président de la république, il accepta de parrainer le comité d’honneur formé pour ériger un monument en l’honneur de l’illustre Noyonnais. Jules Magnier, alors maire de Noyon, lança un appel à la générosité de ses concitoyens : « C’est pour la ville de Noyon un devoir et un honneur d’attirer votre attention sur la vie exemplaire du grand Citoyen et du grand Français qui vient de disparaître, M. E. Noël, et de faire appel à vos sentiments de justice et de gratitude pour perpétuer la mémoire de cet homme de bien ». », Vivre Noyon, no 36,‎ juillet/août 2016, p. 16 (lire en ligne [PDF], consulté le 27 décembre 2017).